# 麥迪遜數碼影像數據庫
麥迪遜數碼影像數據庫（MDID，Madison Digital Imaging Database）是一個由美國詹姆斯麥迪遜大學開發的網上應用數碼影像數據庫，可適用於Linux或Microsoft Windows的後台作業系統，以便在教學及課室環境中使用網上的數碼影像、又或在流動裝置上呈現。本系統使用Python及ODBC連結MySQL的數據庫系統使用
MDID的開發始於1997年，從2007年還在試用階段，到現在推出第三版時重新編寫整個應用程序，現時本程序已在美國、歐洲及澳大利亞百多所院校安裝。

## 外部連結
- MDID主頁面 （页面存档备份，存于）
- GitHub上的rooibos頁面